# Ilmmünster
Ilmmünster település Németországban, azon belül Bajorországban. Lakosainak száma 2198 fő (2023. december 31.).

## Népesség
A település népessége az elmúlt években az alábbi módon változott:
| Lakosok száma | 569  | 1142 | 1471 | 1590 | 2073 | 2075 | 2142 | 2190 | 2208 | 2198 |
|               | 1875 | 1950 | 1975 | 1987 | 2012 | 2014 | 2016 | 2017 | 2021 | 2023 |